# Торкретування

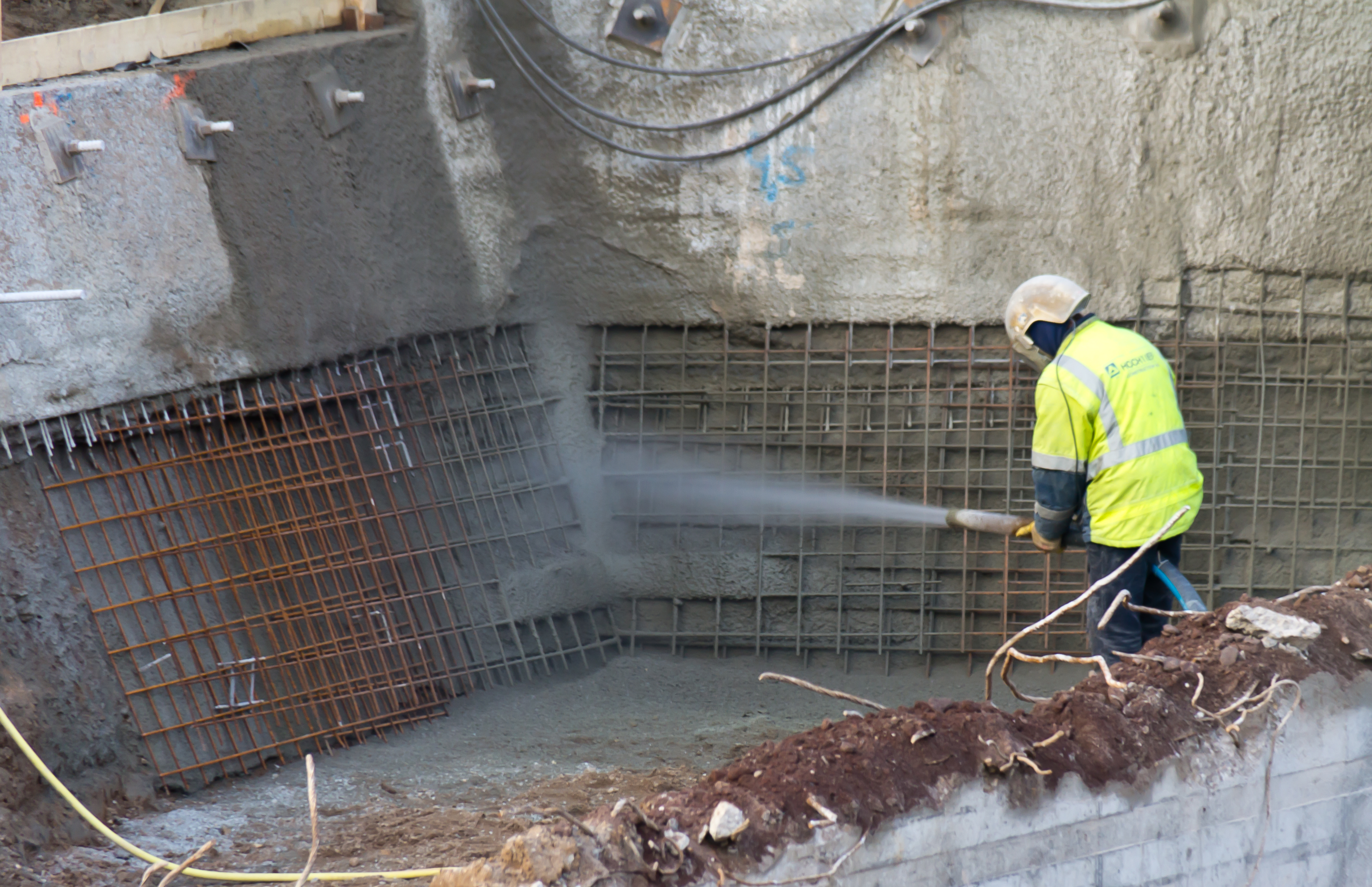
Торкретування

Торкретування (рос. торкретирование, англ. concrete spraing, gunning; нім. Torkretieren n) — нанесення (під тиском) на оброблювальну поверхню шару бетону або глини, щоб зробити її щільною, водонепроникною, вогнестійкою тощо. Є сухий та мокрий спосіб торкретування.
Торкрет (англ. concrete gun, нім. Torkretiermaschine f) – машина, яка подає під тиском бетон або іншу масу на поверхню під час торкретування. Інша назва — тектор.